# سولارولو راینریو

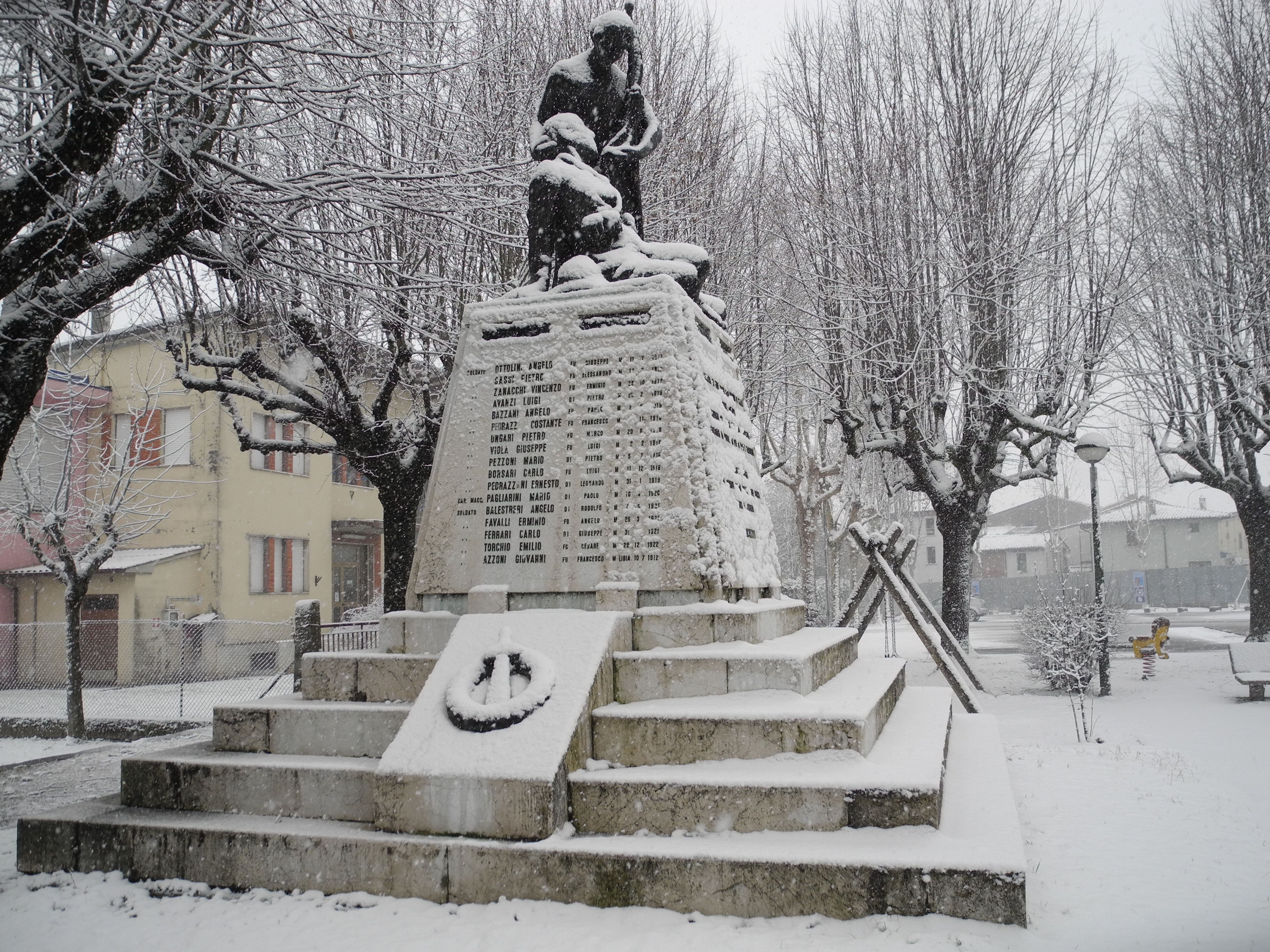
ناحیه ای در ایتالیا

سولارولو راینریو (به ایتالیایی: Solarolo Rainerio) یک کومونه در ایتالیا است که در استان کریمونا واقع شده‌است.

## خصوصیات
سولارولو راینریو ۱۱٫۴ کیلومترمربع مساحت و ۱٬۰۱۶ نفر جمعیت دارد.